# Інгвар Карлссон
Інгвар Карлссон (швед. Ingvar Carlsson; нар. 9 листопада 1934, Бурос, лен Ельвсборг, Швеція) — шведський політик, колишній прем'єр-міністр Швеції (1986—1991, 1994—1996), лідер Соціал-демократичної партії Швеції (1986—1996).
На початку 1990-х рр. завдяки його зусиллям у Швеції сформувався «найбільш жіночий» уряд світу, до складу якого увійшли 11 жінок з 22 міністрів.

## Життєпис
1965 року після завершення навчання у Північно-Західному університеті в штаті Іллінойс у США він став членом Риксдагу Швеції. Того ж року він став лідером шведської соціал-демократичної ліги молоді.
Після вищих студій отримав диплом у царині економіки та академічну ступінь з політології в Університеті Лунда. У Лунді він познайомився з Улофом Пальме, котрий пізніше став послідовником Таге Фрітьофа Ерландера (швед. Tage Fritiof Erlander). Кар'єра Інгвара Карлссона була сформована політичним насліддям Улофа Пальме, з котрим він співпрацював, але деякі розглядають його політичну діяльність як продовження політичного насліддя саме Таге Фрітьофа Ерландера.
З 1965 року до 1996 року був членом Риксдагу, де представляв виборчий округ Стокгольму (до 1970 р. у нижній палаті).
З 1969 року до 1973 року він служив міністром освіти Швеції, міністром житлового будівництва 1973 р., та знову у 1974—1976 роках; і міністром охорони навколишнього середовища з 1985 р. до 1986 року.
Він працював на посаді заступника прем'єр-міністра з 1982 р. до 1986 року, вступив на посаду прем'єр-міністра Швеції після вбивства чинного прем'єр-міністра Улофа Пальме 1986 року. Разом із міністром фінансів К'єле Улофом Фельдтом (швед. Kjell-Olof Feldt), уряд Швеції разом із ним звернув дефіцит бюджету на 90 мільярдів шведських крон позитивного сальдо у декілька сотень мільярдів шведських крон, що призвело до більших інвестицій й рекордно низького рівня безробіття. Як прем'єр-міністр провів всеосяжну реформу податкової системи. Коли економіка Швеції почала погіршуватися на початку 1990-х років, він разом із кабінетом міністрів подав у відставку після невдалої спроби реалізувати значну кількість запланованих економічних реформ. Його партія соціал-демократів програла вибори 1991 року, але він повернувся до влади після виборів 1994 року.
Після трьох років в опозиції та перемоги на виборах 1994 року виборах він знову сформував уряд. Його уряд із міністром фінансів Йораном Перссоном акцентував увагу на очищенні шведської фінансової системи. Урядування його було жорстким, але ефективним, за що його різко критикували профспілки й члени його партії за повернення до минулої політики та збільшення податків.
1995 р. він був одним із співголів Комісії з питань глобального управління, питань міжнародного розвитку, міжнародної безпеки, глобалізації й глобального управління.
2003 р. він був головою розслідування подій політичного протесту 2001 р. у м. Гетеборг, про що він звітував урядові 14 січня 2003 року. Він був головою незалежної комісії ООН у Руанді. Також став головою Фондового Центру Бергмана.

## Особисте життя
Інгвар Карлссон є сином Улофа Карлссона та Іди Юганссон. Одружений із 1957 р. з бібліотекаркою Інгрід Карлссон (Меландер) (н. 1934), із якою у нього дві доньки.
Інгвар Карлссон є великим прихильником футбольних команд Ельфсборга та Вулверхемптона.

## Нагороди
- Орден Хреста землі Марії 1-го класу ( Естонія)